# Xunqueira de Ambía
Xunqueira de Ambía är en kommun i Spanien. Den ligger i provinsen Ourense i den autonoma regionen Galicien i nordvästra delen av landet, 400 km nordväst om huvudstaden Madrid. Antalet invånare är 1 352 (2024). Arean är 60,21 kvadratkilometer.